# 边心距

正六边形的边心距

正多边形的边心距是正多边形的外接圆圆心（同时也是内切圆圆心）到正多边形某一边的距离。正多边形的边心距都相等，并等于其内切圆的半径。

## 边心距的性质
如果用a表示边心距，s表示边长，p表示多边形的周长，正多边形的面积可以分割成n个小三角形求和，最终结果表示为：
{\displaystyle A={\frac {nsa}{2}}={\frac {pa}{2}}.}
其内切圆的面积可以表示为：
{\displaystyle A={\frac {pa}{2}}={\frac {(2\pi r)r}{2}}=\pi r^{2}}

## 做出边心距和计算
已知正多边形中心的情况下，边心距可通过从正多边形中心向某一边作垂线段；或连接正多边形中心和某一边的中点求得。不知中心的情况下，可以根据垂径定理，通过两条边的垂直平分线的交点来确定正多边形的中心，然后求出边心距。
边心距可以通过正多边形外接圆的半径和边长求出，如果正n边形的外切圆的半径为R边长为s，则边心距为:
{\displaystyle a={\frac {s}{2\tan(180/n)}}=R\cos(180/n).}